# Jerzy (patriarcha serbski)
Jerzy, imię świeckie Đorđe Branković (ur. 13 marca 1830 w Kuplinie, zm. 17 lipca 1907 w Sremskich Karlovcach) – serbski biskup prawosławny, patriarcha serbski (karłowicki) w latach 1890–1907.

## Życiorys

### Wczesna działalność
Był synem Timotija Brankovicia, proboszcza parafii prawosławnej w Kuplinie i jego małżonki Jelisavety. Ukończył gimnazjum we Vrbasie, a następnie seminarium duchowne w Sremskich Karlovcach. Święcenia diakońskie przyjął jako duchowny żonaty 6 grudnia 1855, zaś 25 grudnia tego samego roku został wyświęcony na kapłana przez biskupa Baczki Platona. Początkowo służył razem ze swoim ojcem w Sencie, najpierw jako jego wikariusz, a potem jako proboszcz. W 1859 został dziekanem dekanatu somborskiego i w związku z tym otrzymał godność protoprezbitera. Dwa lata później został również dyrektorem serbskiej szkoły nauczycielskiej w Somborze, którą kierował przez kolejnych jedenaście lat. Brał udział w serbskich soborach cerkiewno-ludowych w 1861 i 1882.
Do 1882 jego małżonka zmarła. 7 maja 1882 został nominowany na biskupa temesvarskiego i w związku z tym złożył wieczyste śluby mnisze w monasterze Kovilj. Jego chirotonia biskupia odbyła się 14 lipca pod przewodnictwem patriarchy serbskiego Germana.

### Biskup i patriarcha karłowicki
W eparchii temesvarskiej utworzył specjalny fundusz, z którego utrzymywane były szkoły serbskie oraz cały zarząd administratury. Wyposażył również rezydencję biskupią w Temesvarze.
W 1888 zmarł patriarcha serbski German. Władze austriackie nie zgodziły się na przeprowadzenie soboru cerkiewno-ludowego, który obrałby następcę, jeszcze w tym samym roku, by w roku, gdy następowała okrągła rocznica bitwy na Kosowym Polu oraz rewolucji francuskiej, urząd patriarchy nie był obsadzony, lub by uroczystości jego intronizacji nie stały się okazją do manifestacji politycznych. Sobór odbył się dopiero w 1890, a biskup temesvarski został na nim wybrany na nowego metropolitę karłowickiego i patriarchę serbskiego.
Patriarcha Jerzy w czasie sprawowania urzędu odnowił czynne klasztory na Fruškiej gorze, chociaż ich przełożeni nie darzyli go sympatią, jako że nie pochodził z duchowieństwa czarnego (zakonnego), lecz był przed uzyskaniem nominacji biskupiej duchownym białym (żonatym lub wdowcem). W monasterze Novo Hopovo założył szkołę teologiczną dla mnichów, gdyż ich wykształcenie było szczególnym przedmiotem jego zabiegów. Z tego też powodu inicjował wyjazdy mnichów serbskich z Austro-Węgier na uczelnie teologiczne w Rosji i Grecji lub na Wydział Teologiczny Uniwersytetu w Czerniowcach. Znacząco podniósł poziom seminarium duchownego w Sremskich Karlovcach, do którego od 1906 przyjmowano jedynie posiadaczy świadectwa dojrzałości, a wykładowcami w stopniu docentów i profesorów mogli być wyłącznie absolwenci wyższych uczelni. Zainspirował powstanie podręczników akademickich do najważniejszych przedmiotów teologicznych, które pozostawały w użyciu przez cały XX wiek. W okresie sprawowania przez niego urzędu seminarium duchowne w Sremskich Karlovcach przeżywało największy rozkwit. Również z jego inicjatywy w latach 1891–1907 wydawane było pismo Srpski Sion o tematyce teologicznej i historycznej. Patriarcha Jerzy z prywatnych funduszy wspierał budowę nowych siedzib szkoły nauczycielskiej w Somborze, szkół serbskich w Belim Brdzie, Dalju, Kuplinie i Baji. Przekazywał również dary rzeczowe dla soboru św. Mikołaja w Sremskich Karlovcach i innych serbskich cerkwi w Austro-Węgrzech.